# 輝く瞳
『輝く瞳』(かがやくひとみ、Bright Eyes)は、1934年制作のアメリカ合衆国の映画。デイヴィッド・バトラー監督のドラマ。シャーリー・テンプル主演作。

## キャスト
- シャーリー・ブレイク: シャーリー・テンプル
- ループ・メリット: ジェームズ・ダン
- アデール・マーチン: ジュディス・アレン
- ヒギンズ夫人: ジェーン・ダーウェル
- メアリー・ブレイク: ルイス・ウィルソン
- ジョイ・スマイス: ジェーン・ウィザーズ
- Ｊ・ウェリントン・スマイス: テオドル・フォン・エルツ

## ストーリー
パイロットだった父を亡くしたシャーリー・ブレイクは、メイドになった母といっしょにスマイス家に住み込んでいた。スマイス家夫婦は大金持ちのスミス叔父のお金を狙っていた。ところが母も交通事故で亡くなってしまい…

## 余話
シャーリー・テンプルの代表作の一つ。シャーリー・テンプルが飛行機の中でパイロットたちと歌う「こんぺい糖のお舟」（原題en:On the Good Ship Lollipop）は有名。シャーリー・テンプルをいじめる役のジェーン・ウィザースもシャーリーに次ぐ「2番目に有名な少女スター」になった。